# چاه‌کنان بالا
چاه‌کنان بالا یک روستا در ایران است که در دهستان باقران شهرستان بیرجند واقع شده‌است.